# (1378) Leonce
(1378) Leonce – planetoida z pasa głównego asteroid okrążająca Słońce w ciągu 3 lat i 242 dni w średniej odległości 2,37 au. Została odkryta 21 lutego 1936 roku w Observatoire Royal de Belgique w Uccle przez Fernanda Rigaux. Nazwa planetoidy pochodzi od Léonce Rigaux, ojca odkrywcy. Przed jej nadaniem planetoida nosiła oznaczenie tymczasowe (1378) 1936 DB.